# O’Brien Peak
Der O’Brien Peak ist ein 670 m hoher und felsiger Berggipfel an der Amundsen-Küste des westantarktischen Marie-Byrd-Lands. Er ragt rund 5 km westlich der nördlichen Ausläufer der Medina Peaks am Südrand des Ross-Schelfeises auf. 
Die Mannschaft um den Geologen Laurence McKinley Gould (1896–1995) entdeckte ihn im Dezember 1929 bei der ersten Antarktisexpedition (1928–1930) des US-amerikanischen Polarforschers Richard Evelyn Byrd. Byrd benannte ihn nach John Sherman O’Brien (1897–1938), einem Geodäten besagter Mannschaft.